# Onthophagus ardoini
Onthophagus ardoini là một loài bọ cánh cứng trong họ Bọ hung (Scarabaeidae).